# Intelsat 514
O Intelsat 514 (anteriormente denominado de Intelsat VA F-14) foi um satélite de comunicação geoestacionário construído pela Ford Aerospace, ele era de propriedade da Intelsat, empresa atualmente sediada em Luxemburgo. O satélite foi baseado na plataforma Intelsat-5 bus e sua expectativa de vida útil era de 9 anos. O mesmo foi perdido após o veículo de lançamento Ariane explodir durante o lançamento.

## Lançamento
O satélite foi lançado ao espaço no dia 31 de maio de 1986, por meio de um veículo Ariane 2 a partir do Centro Espacial de Kourou, na Guiana Francesa. Mas a operação do seu lançamento foi um fracasso após uma falha na terceira fase do veiculo de lançamento Ariane 2, em seu primeiro voo. Ele tinha uma massa de lançamento de 2.013 kg.

## Capacidade
O Intelsat 514 era equipado com 26 transponders de banda C e 6 de banda Ku para 15.000 circuitos de áudio e 2 canais de TV.